# The Unknown (série télévisée)
Pour les articles homonymes, voir The Unknown.
The Unknown est une série télévisée américaine en six épisodes de 21 minutes créée par Steve Tzirlin et Chris Collins, et mise en ligne le 13 juillet 2012 sur le service Crackle.
En France, Suisse et Belgique, la série a été diffusée à partir du 31 octobre 2014 sur Syfy.

## Fiche technique
- Création : Steve Tzirlin et Chris Collins
- Réalisation : Martha Coolidge (épisodes 1, 4 à 6), Sam Nicholson (épisode 2) ; Kevin Connolly (épisode 3)

## Distribution
- Dominic Monaghan (VF : Pierre Lognay) : Mark Nickel[3]
- Andrew Black (épisode 3)
- Gbenga Akinnagbe : Vincent (épisode 5)

## Épisodes
1. Hier (Yesterday)
2. Résurrection (Relapse)
3. Un mets de choix (Prime Cut)
4. Perpétuité (Life Sentence)
5. Possession (Spare the Child)
6. Harcèlement (Privacy Settings)